# Jacob Riis
Jacob August Riis (Ribe, 3 maggio 1849 – Barre, 26 maggio 1914) è stato un giornalista e fotografo danese naturalizzato statunitense.
Contribuì in modo significativo alla causa delle riforme urbane negli Stati Uniti d'America all'inizio del ventesimo secolo. È noto per aver messo a frutto il suo talento fotografico e giornalistico per aiutare i poveri della città di New York; proprio questi sono stati i soggetti della maggior parte dei suoi molti scritti e servizi fotografici. Appoggiò l'implementazione di "case popolari modello" a New York con l'aiuto di Lawrence Veiller. Fu uno dei primi sostenitori della fotografia informale, nata da poco, e uno dei primi ad adottare il flash fotografico. Durante la sua permanenza a New York, Riis conobbe la povertà e divenne un cronista di cronaca nera, scrivendo pezzi sulla qualità della vita nelle baraccopoli. Tentò di alleviare le misere condizioni di vita delle persone povere, mostrandole alle classi medie e alte.

## Biografia
Jacob Riis nacque a Ribe, in Danimarca, terzo di quindici figli, lavorò come falegname a Copenaghen ed emigrò negli Stati Uniti nel 1870 all'età di 21 anni. Inizialmente lavoratore occasionale, trovò alla fine lavoro come giornalista presso il quotidiano newyorkese South Brooklyn News nel 1873; si trasferì al New York Tribune come reporter di casi di cronaca nel 1877 e lavorò per il New York Evening Sun dal 1888 in poi. Oggetto dei suoi reportage erano gli slum dell'East Side (Manhattan), dove girava dalle due alle quattro del mattino alla ricerca di esperienze autentiche. Nonostante le terribili ingiustizie da lui descritte, la risposta alle sue denunce fu scarsa.
Come reporter di cronaca, Jacob Riis fu aiutato in particolare dalle proprie esperienze di migrante che aveva sperimentato la povertà. Voleva rendere noto ai lettori la condizione di vita dei senzatetto e dei poveri di New York, che vedeva come vittime sociali e non come "fautori della propria esistenza".
Riis imparò da solo a usare una macchina fotografica e una torcia elettrica. Sperava di poter documentare meglio le condizioni di vita dei suoi concittadini. Con l'uso del flash, alimentato da una miscela di polvere di magnesio, non solo svegliava le persone ritratte che dormivano, ma mise anche a repentaglio la sua vista. Si dice anche che abbia dato fuoco a due case. Ma grazie a questo metodo le fotografie hanno un alto livello di autenticità documentaria. Questo e la pratica di Riis di presentare spesso le sue fotografie nelle apparizioni pubbliche con la "lanterna magica" potrebbero aver contribuito al fatto che fossero in grado di risvegliare il pubblico e contribuire alle riforme sociali.
Riis è considerato uno dei primi rappresentanti del giornalismo investigativo in incognito: lavorava, ad esempio, sotto falso nome in una fabbrica di carne. La fama di Riis si basa sulle sue pubblicazioni di libri How the Other Half Lives (1890), una potente documentazione della vita nei bassifondi di New York, e Children of the Poor ("Bambini dei poveri", 1892). Il primo libro contribuì a migliorare le condizioni abitative nei caseggiati di New York, mentre l'opera sulla povertà infantile diede impulso alle riforme scolastiche. In relazione ai suoi reportage di documentari sociali, nacque un rapporto di amicizia con Theodore Roosevelt, che fu capo della polizia di New York dal 1895.
La pubblicazione del libro How the Other Half Lives nel 1888 fu preceduta da dodici disegni che il New York Sun pubblicò sulla base delle fotografie di Riis con il titolo "Flashes from the Slums" sulle condizioni di vita dei senzatetto.
Poiché negli anni Ottanta dell'Ottocento la tecnologia di stampa non era ancora sufficientemente sviluppata, le sue fotografie furono riprodotte come disegni di stampa. Nella prima pubblicazione del libro nel 1890 c'erano 17 stampe a mezzitoni piuttosto sfocate e di bassa qualità tecnica. Altre 19 fotografie sono state riprodotte come disegni.
Questa bassa qualità tecnica contribuì a far sì che Riis diventasse noto come uno dei primi pionieri della fotografia documentaristica sociale molto tempo dopo la sua morte. Nel 1948, il New York City Museum espose nuovi ingrandimenti, tecnicamente perfetti, dei negativi su vetro di Riis presi dal suo inventario. Ciò alla fine ha portato a un articolo sulla rivista di fotografia U.S. Camera nello stesso anno, che rese ampiamente noto il giornalista e fotografo.
Le fotografie di Riis hanno un effetto diretto sullo spettatore. Successivamente altri fotografi americani mostrarono simile impegno sociale nel loro lavoro come Lewis Wickes Hine, Walker Evans e Dorothea Lange.

## Opere
Lista parziale 
- 1890: How the Other Half Lives
- 1892: Children of the Poor
- 1898: Out of Mulberry Street
- 1901: The Making of an American, autobiografia
- 1902: The Battle with the Slum
- 1903: Children of the Tenement
- 1904: Theodore Roosevelt, the Citizen
- 1909: The Old Town
- 1910: Hero Tales of the Far North
- 1914: Neighbors: Life Stories of the Other Half
- 1923: Christmas Stories. An anthology of fiction for younger readers

## Fotografie di Riis

How the Other Half Lives
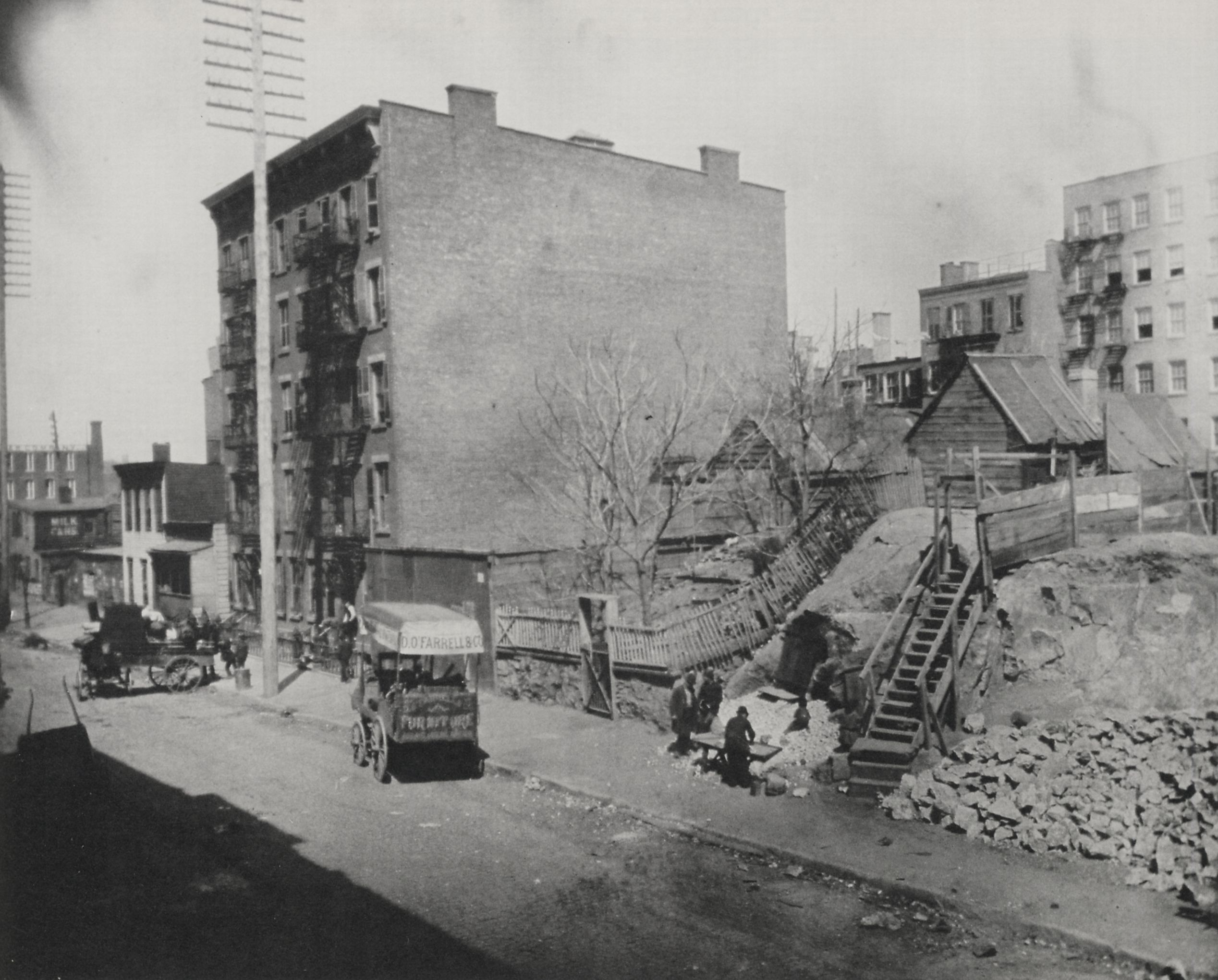
Hell's Kitchen e Sebastopol
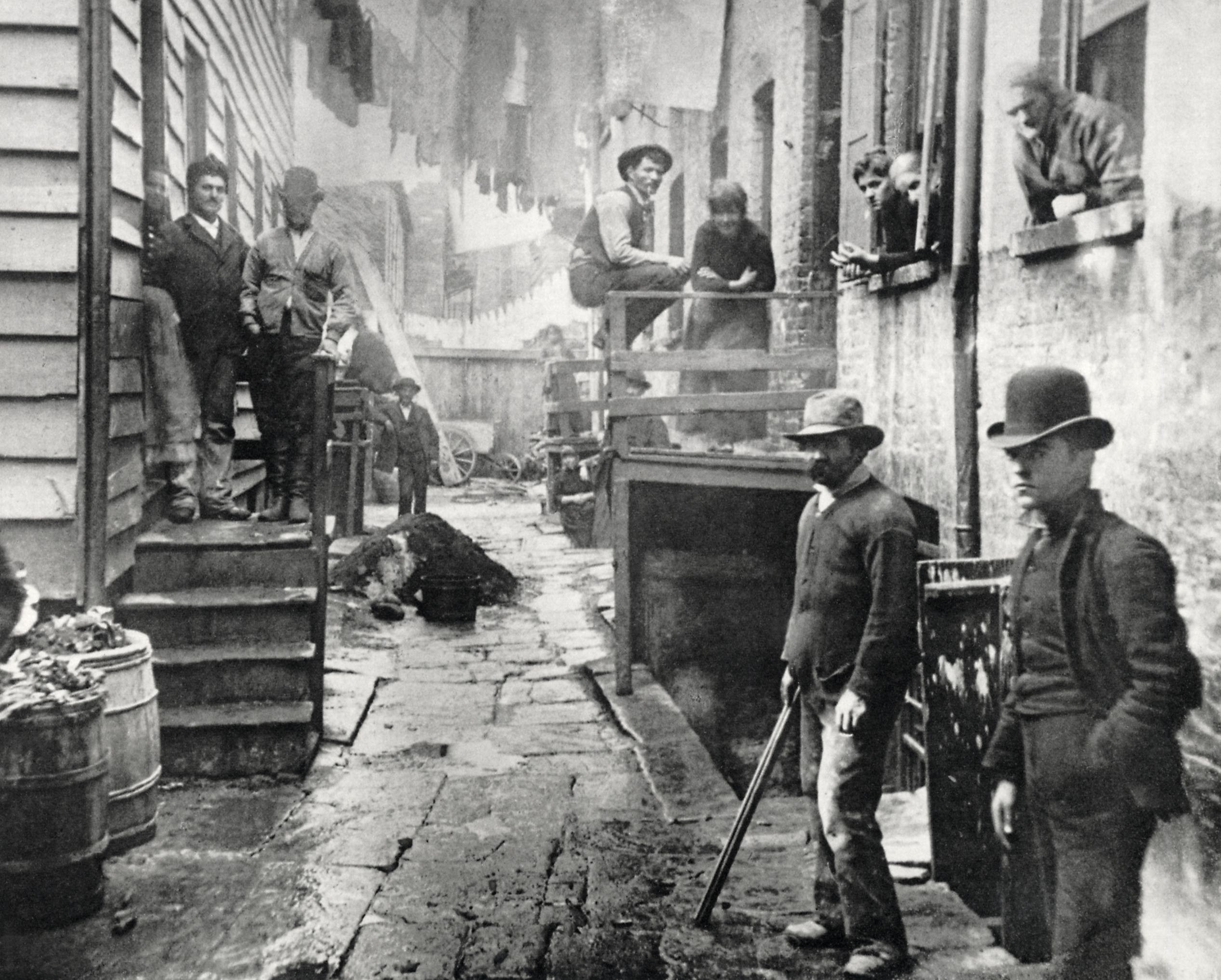
Bandits’ Roost (dettaglio)
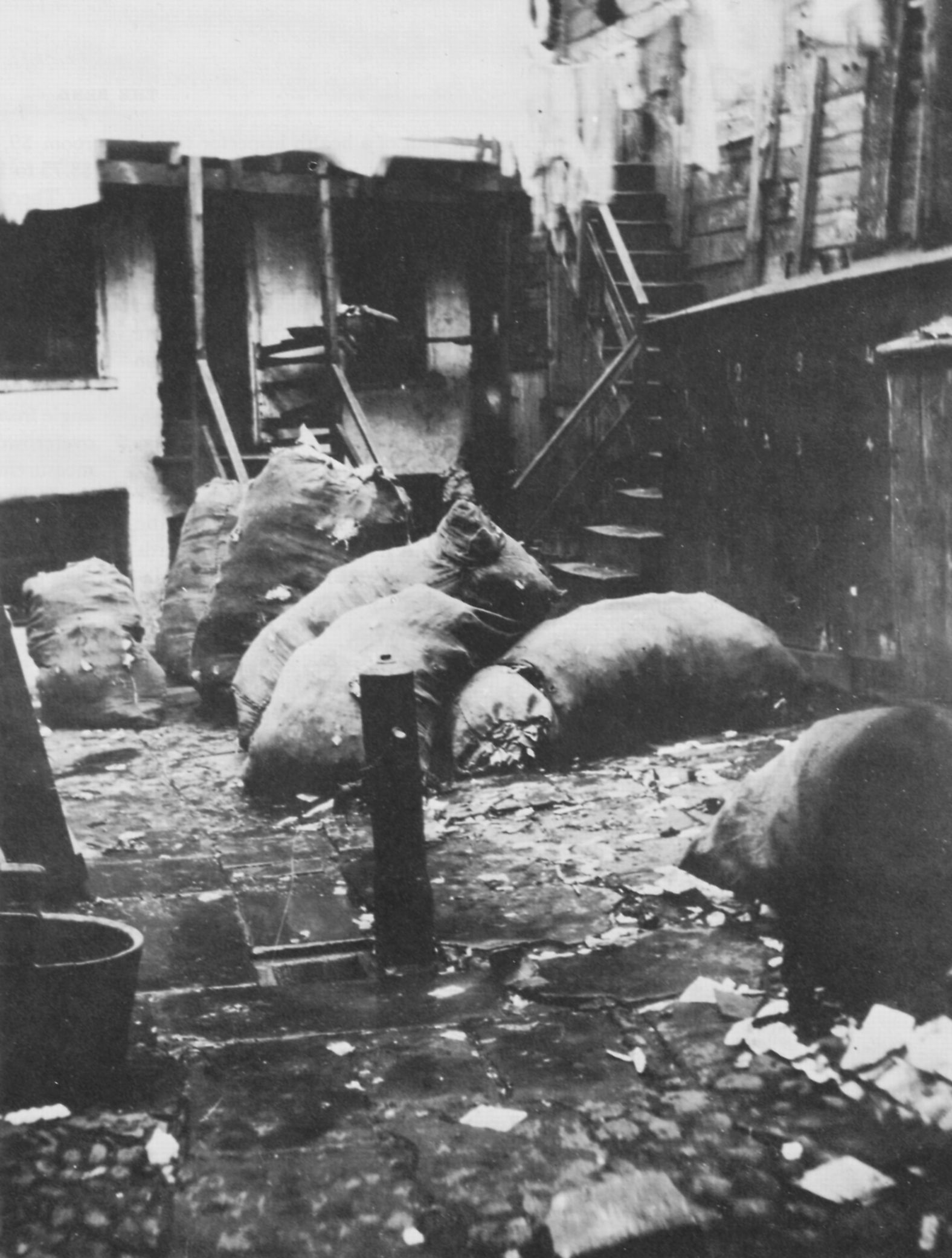
Bottle Alley
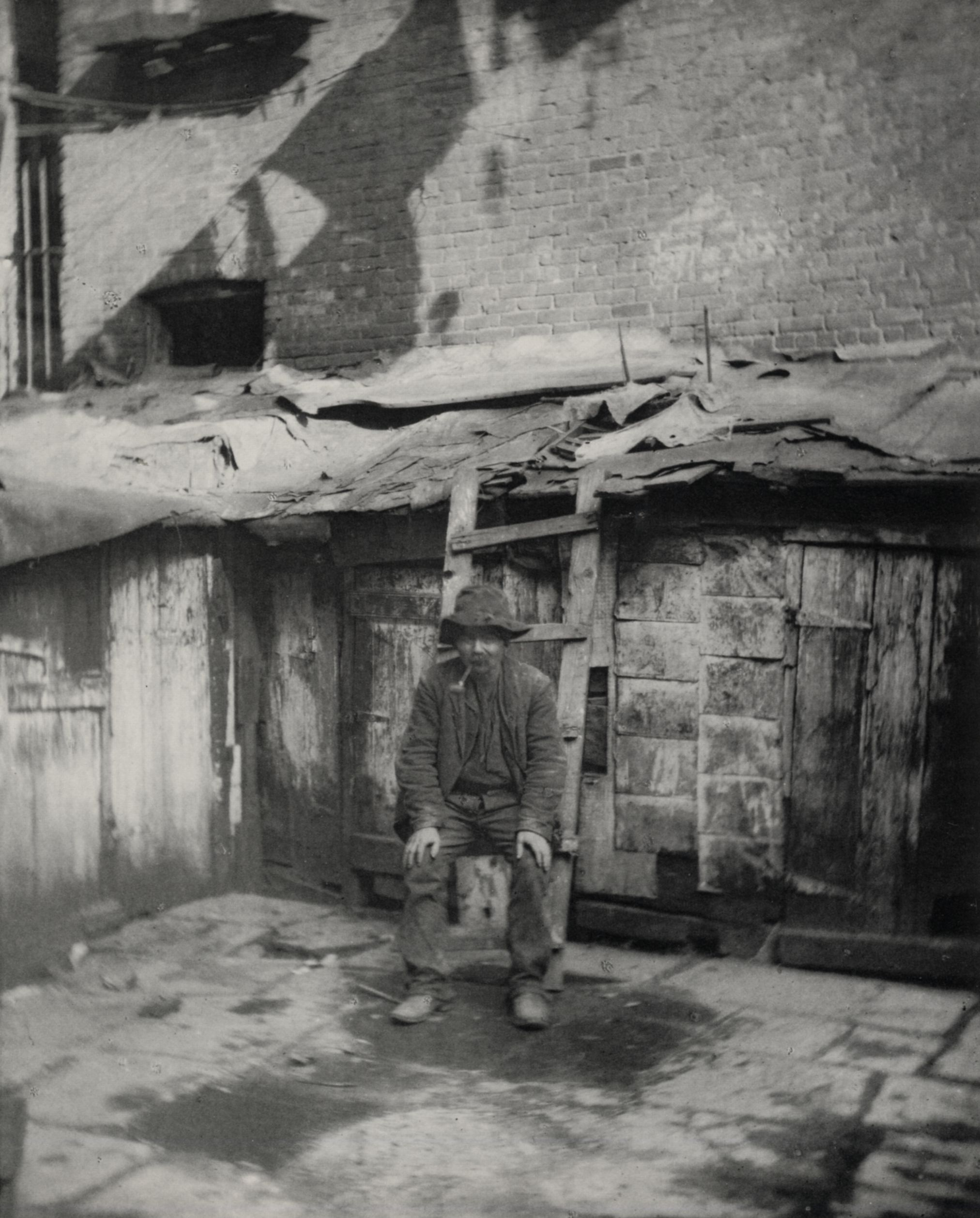
The Tramp